# Собуза I
Собуза I (также известен как Нгване IV , Сомхлоло) (около 1780—1836) — 3-й король Свазиленда из династии Дламини (1815—1836). Старший сын и преемник Нгвудгунье (ок. 1760—1815), второго короля Свазиленда (1780—1815).

## Биография
Родился около 1780 года. После рождения Собуза получил имя Сомхлоло («Чудо»), потому что его отец Ндвунгунье скончался в результате удара молнии. Сомхлоло — глубоко почитаемый король Свазиленда. Первоначально его крааль (резиденция) находилась в Зомбодзе в округе Шиселвени (юго-запад Свазиленда), но затем он перенес свою резиденцию в центральную часть Свазиленда. В Свазиленде ежегодно отмечается 6 сентября (день рождения Сомхлоло) как день независимости королевства.
В 1815 году после смерти своего отца Ндвунгунье (1780—1815) Собуза унаследовал власть над племенем свази. Первоначально под его властью находилась область Кангване с центром на территории вдоль реки Понгола к югу от современного Свазиленда. Кангване управляли вожди из рода Дламини, которые ранее владели этим районом и землями вокруг гор Лебомбо на востоке. Нгване III (1745—1780), дед Собузы I, считается первым королем современного Свазиленда. Он стал преемником своего отца Дламини III в качестве верховного вождя свази, обосновавшихся в районе реки Понгола и гор Лебомбо. Нгване сумел покорить к земли к югу от реки Понгола.
После вступления на престол Собуза стал контролировать более десятка мелких вождеств во главе с руководителями из других кланов свази. В начале его правления королевству Нгване с юга стали угрожать агрессивные соседние племена ндвандве и зулу. Собуза переместил главную резиденцию на север своих владений, где сейчас находится Зомбодзе в центральном Свазиленде. Бывшая королевская резиденция в Шиселвени стала южным форпостом.
После перенесения центра королевской власти на север Собуза приступил к завоеванию окрестных мелких вождеств. Кангване стало королевством, сравнимым по масштабу и силу с государственными образованиями соседних зулу и педи. Собуза женился на инкоситаки Тсандзиле, дочери Звиде, верховного инкоси племени ндвандве к югу от реки Понгола. Тсандзиле стала матерью Мсвати II, преемника Собузы на престоле Свазиленда.
В 1836 году Собуза скончался и был похоронен в королевской усыпальнице в Мбиланени. Ему наследовал его сын Мсвати II (1825—1868), правивший в 1840—1868 годах. После смерти Собузы регентшей государства была его тетка Лоджиба Симелане (1836—1840), старшая жена его покойного отца Ндвунгунье. В правление Собузы под его властью находилась территория, границей которой были город Барбертон на севере, город Каролина на западе, река Понгола на юге и горы Лебомбо на востоке.